# Анхель Серафін Серіче Дуган
Анхель Серафін Серіче Дуган (нар. 1946) — політичний діяч Екваторіальної Гвінеї з квітня 1996 до лютого 2001 року.
З 2000 року кабінет Дугана почала різко критикувати парламентська більшість, що було пов'язано з корупцією у лавах уряду. Це призвело до так званою інституційної кризи, в результаті якої Дуган був усунутий від посади.